# Ace Combat Advance
Ace Combat Advance est un jeu vidéo de type shoot 'em up développé Human Soft et édité par Namco sorti en 2006 sur Game Boy Advance. Ce fut le premier jeu de la série Ace Combat exclusivement sortie sur une console portable.

## Accueil
- GameSpot : 5,6/10[1]
- IGN : 4,5/5[2]
- Jeuxvideo.com : 8/20[3]